# Via Curia
La via Curia era una strada romana che collegava Reate (Rieti) a Interamna Nahars (Terni). La strada fu realizzata da Manio Curio Dentato attorno al 270 a.C., contemporaneamente ai lavori di bonifica della Piana Reatina, costituendo l'asse principale della centuriazione. È rimasta fino a pochi decenni fa il principale collegamento tra i due capoluoghi, con il nome di strada statale 79 Ternana; il vecchio tracciato è stato abbandonato solo di recente, con la costruzione della superstrada Rieti-Terni.

## Percorso
La via è citata solamente da Dionigi di Alicarnasso, il quale a sua volta riferiva informazioni del reatino Varrone.
Nel testo di Dionigi si riporta che la città di Carsula distava circa 15 km da Rieti procedendo lungo la via Curia e che nei pressi si trovavano anche Issa, posta su un'isola (probabilmente l'odierna Montisola), e Marruvium (forse l'odierna Colli di Labro) , che distava circa 7 km da Septem Aquae (presso Piediluco).
Da quanto si può desumere dal testo di Dionigi, la via percorreva la valle del Velino in direzione sud-est/nord-ovest, attraversando il Velino probabilmente attorno alla località di Terria, per poi proseguire nella valle di Piediluco e scendere nella valle del Nera, dove a Papigno attraversava il fiume su un ponte tuttora esistente (il ponte del Toro) e, quindi, si portava a Terni costeggiando il Nera sulla sponda destra.
Dopo la costruzione della via Flaminia (220 a.C.), la via Curia ebbe la funzione di via di raccordo fra la Salaria e la Flaminia.